# El hambre de las bestias
El hambre de las bestias es una novela de la escritora chilena Victoria Valenzuela, publicada en 2019 por Editorial Planeta. La autora escribe acerca de cómo diversos personajes LGBTIQA+ viven sus historias relacionadas al mundo nocturno, el ballroom, el muralismo y la marginalidad en las calles de Santiago.

## Sinopsis
Es una novela contemporánea que sigue la historia de tres personajes: 
- Brandon, un bailarín quien compite como transformista en la escena ballroom local bajo el nombre de Medusa y quien, luego de su éxito, termina siendo golpeada en la madrugada y es dejada inconsciente en las calles de Santiago.
- Cristal, una peluquera quien sobrelleva la vida trabajando y cuenta historias de los hombres de su vida y de sus fracasos amorosos.
- El Laucha, un niño huérfano que escapa del centro de menores para unirse a una brigada muralista, donde conoce a dos hombres que viven en la ribera del río Mapocho y con quienes aprende un oficio que termina cambiando sus vidas.[3][4]

## Recepción
La autora refiere que la publicación de este libro que es su segunda novela, la ha inspirado a continuar publicando novelas con tintes más personales, usando la literatura como medio terapéutico y de expresión.